# 阿拉斯加鎮區 (明尼蘇達州貝爾特拉米縣)
阿拉斯加鎮區（英語：Alaska Township）是位於美國明尼蘇達州貝爾特拉米縣的一個行政鎮區。此地因定居者剛從阿拉斯加旅行回來而得名。

## 地方資料
阿拉斯加鎮區的面積為91.70平方千米，當中陸地面積為83.50平方千米，而水域面積為8.20平方千米。根據2020年美國人口普查的數據，當地共有人口195人，而人口密度為每平方千米2.13人。